# 香村慧
香村 慧（こうむら さとる, 1989年9月19日 - ）は、愛知県岡崎市出身のフットサル選手。ポジションはアラ。

## 経歴
愛知県岡崎市出身。岡崎学園高等学校（現・人間環境大学附属岡崎高等学校）卒業。大学を中退し名古屋オーシャンズU-23に入団。在籍3年目にはキャプテンを務め、その翌年にはトップチームへ昇格しプロフットサル選手となる。2012年にはオーシャンアリーナカップ優勝、Fリーグ優勝。2013年にはAFCフットサルクラブ選手権へ出場しアジア3位となる。
その後、出場機会を求めシュライカー大阪へ移籍。Fリーグ準優勝。
2015年に契約満了となり、関西フットサルリーグの強豪SWHフットサルクラブへ移籍。クラブ史上初のリーグ2連覇へ貢献。
2020年4月2日にFC大阪のフットサルチームFC大阪楽笑に移籍。
2021年6月16日に大阪府フットサルリーグ1部
のGTクレインの新監督に就任。
2021年7月16日に摂南大学のフットサル部の新監督に就任。
2022年1月現役引退を発表。

## タイトル
名古屋オーシャンズ
- AFCフットサルクラブ選手権 : 2013
- オーシャンアリーナカップ : 2012
- Fリーグ : 2012-13